# Erythrus rubriceps
Erythrus rubriceps là một loài bọ cánh cứng trong họ Cerambycidae.